# Georg Adlersparre
El Conde Georg Adlersparre (Hovermo (Jämtland), Suecia 28 de marzo de 1760-Myssjö (Värmland), Suecia, 23 de septiembre de 1835) fue un político, escritor y comandante del ejército sueco.
Adlersparre nació en la provincia sueca de Jämtland. Tras unirse al ejército a la edad de 15 años en 1781 recibió el encargo por parte del rey Gustavo III de llevar a cabo una misión, en secreto, para inducir a los noruegos a la rebelión. Tras la muerte del monarca dejó el ejército y se dedicó a la ciencia. Entre 1797 y 1800 editó un periódico. El espíritu liberal con que lo dirigía le ganó las sospechas del gobierno.
Bajo los auspicios del Duque de Södermanland en 1809 recibió el mando de una parte del autodenominado Ejército del Oeste, ubicado en la frontera con Noruega y en poco tiempo fue promovido a teniente-coronel. Ese mismo año lideró una facción de oficiales descontentos con los resultados de la guerra contra Rusia que junto al grupo denominado "los hombres de 1809" depusieron el 13 de marzo al rey Gustav IV. Como consecuencia de su participación en estos hechos recibió honores y distinciones de manos del nuevo gobierno, entre otros el mando del ejército. Desde este puesto se le encargó que incitara a los noruegos a rebelarse contra Dinamarca, misión en la que no tuvo éxito.

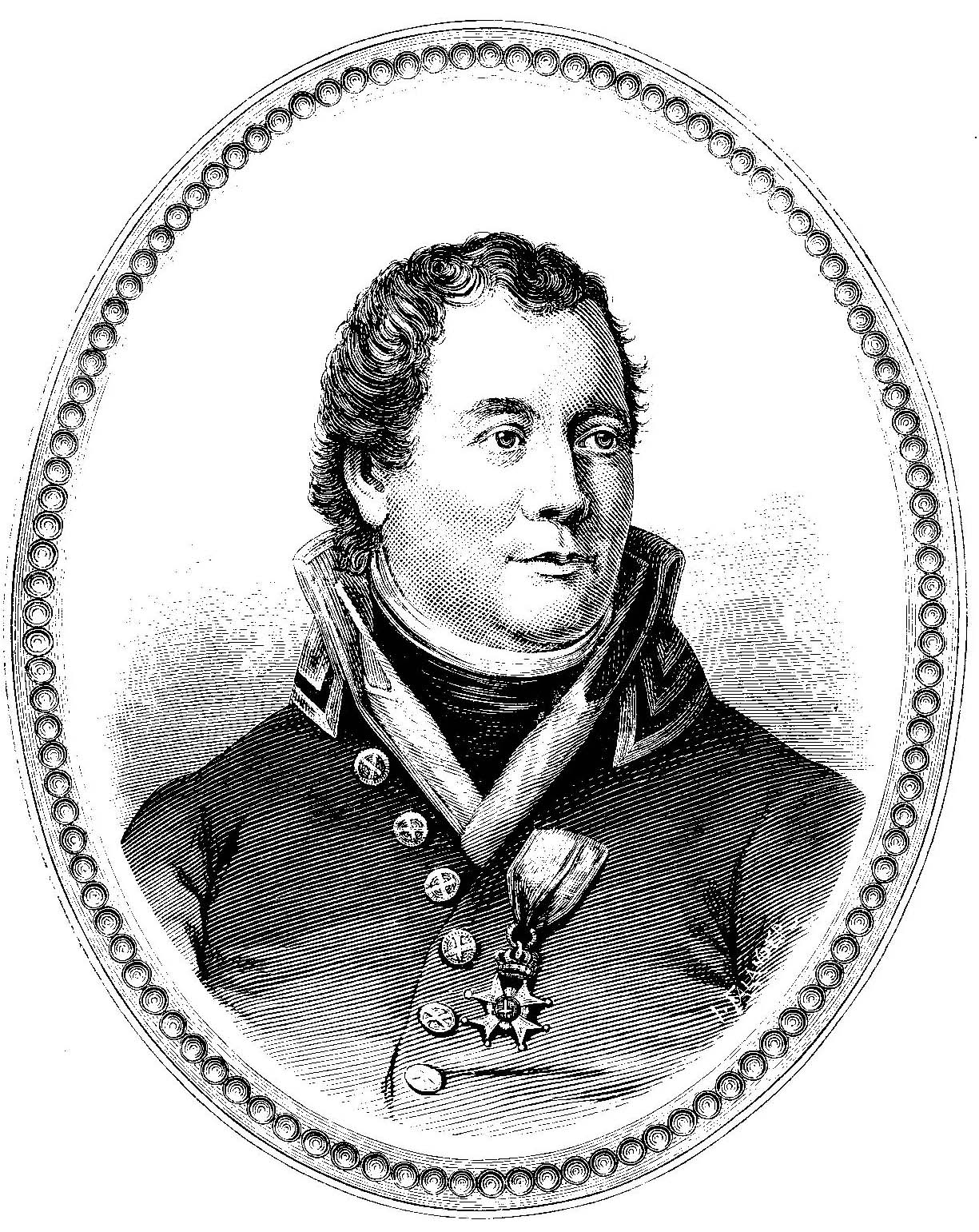
Georg Adlersparre.

Tras la repentina muerte del príncipe heredero se retiró de la vida pública pero continuó siendo objeto de muestras del favor real, pese a su sentimiento abiertamente liberal. Falleció en Wermland en 1835.
Su hijo mayor, Karl August Adlersparre, se distinguió como poeta.

## Obra
- 1809 Ars Revolution Estocolmo 1849, 2 vols.
- 1809 och 1810, Tidstaflor Estocolmo 1849, 3 vols.
- Anteckningar om bortgångne samtida Estocolmo 1860-62, 3 vols.